# 가쓰우라촌 (후쿠오카현)
가쓰우라촌(勝浦村)은 일본 후쿠오카현 무나카타군에 일찍이 존재했던 촌이다.. 현재의 후쿠쓰시의 북부에 위치하며 후쿠쓰시의 지명에 해당한다.